# Atlasjet

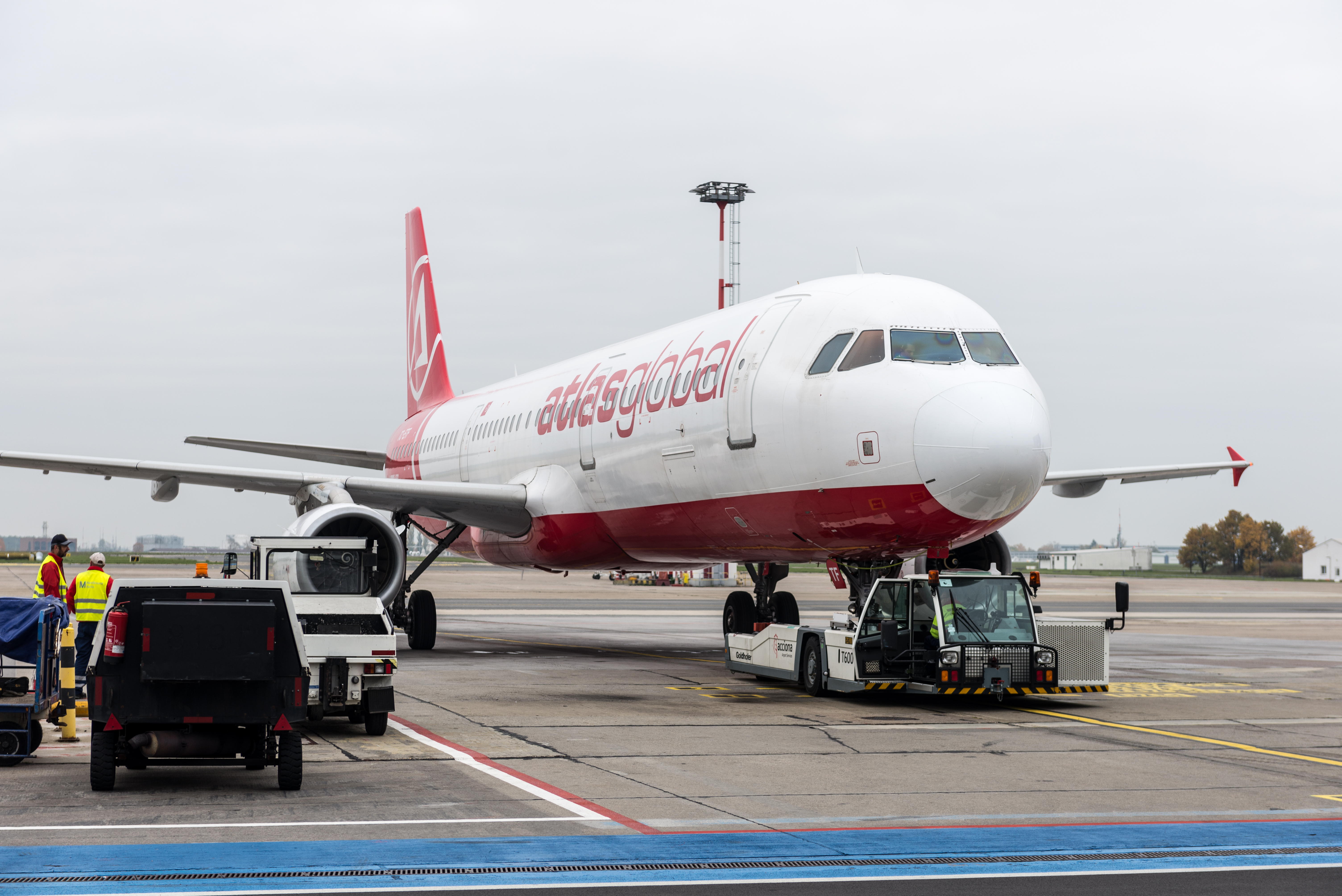
Airbus A321-231

Atlasjet Havacılık A.Ş., coneguda simplement com a Atlasjet, és una companyia aèria turca amb base en l'Aeroport Internacional Atatürk i que compta amb 730 treballadors.

## Destinacions
En Març del 2010 Atlasjet ofereix les següents destinacions:
- RTCN
  - Ercan - Aeroport d'Ercan
- Israel
  - Tel-Aviv - Aeroport Internacional Ben Gurion (començarà a partir del 23 de maig.)
- Iraq
  - Arbil - Aeroport d'Erbil
  - Sulaymaniah - Aeroport Internacional de Sulaimaniyah
- Moldàvia
  - Chişinău - Aeroport Internacional de Chişinău
- Turquia
  - Adana - Aeroport Adana Şakirpaşa
  - Ankara - Aeroport Esenboga
  - Antalya - Aeroport d'Antalya
  - Bodrum - Aeroport Milas-Bodrum
  - İstanbul - Aeroport Internacional Atatürk
  - Esmirna - Aeroport Adnan Menderes d'Esmirna